# Monastère de Schönau im Taunus
Le monastère de Schönau im Taunus est un ancien monastère en Allemagne du diocèse de Limburg dans la périphérie de Strüth dans le land de Rhénanie-Palatinat

## Historique
En 1117, le fondateur de la maison de Nassau, le comte Dedo de Laurenbourg, accorda des droits seigneuriaux au monastère de Schaffhouse en Suisse dans son domaine de Lipporn, en Rhénanie-Palatinat. Celui-ci y fonda en 1126 une abbaye bénédictine. De 1126 à 1145, une basilique romane y fut édifiée à trois nefs. À la même époque, un couvent de moniales fut fondé à côté du monastère. Élisabeth de Schönau y vécut de 1141 jusqu'à sa mort en 1164. Son frère Eckbert de Schönau (mort en 1184), rejoignit le monastère des hommes en 1155 ou 1156.
Le monastère devint très puissant et put, aux XIVe siècle, recruter des mercenaires et des transports[Quoi ?] pour assurer ses intérêts.
Au cours de la guerre de Trente Ans, dans les années 1631-1635, le monastère fut occupé par des troupes suédoises et hessiennes. Les mercenaires suédois expulsèrent les moines et moniales, pillèrent le monastère, profanèrent la tombe de Sainte Élisabeth et dispersèrent ses cendres. Seul le crâne put être sauvé. Il est conservé dans un reliquaire sur le côté droit de l'autel de l'église.
Un incendie détruisit l'église et le monastère en 1723. Seul demeure de l'abbaye le chœur gothique. Ce qu'on peut voir aujourd'hui du reste est la reconstruction entreprise dès l'année suivante. La chapelle Sainte-Élisabeth, édifiée de 1423 à 1430 sur le côté nord de la nef, ne fut pas reconstruite.

## Histoire récente
Lors de la sécularisation imposée par le Premier consul Bonaparte en 1802-1803 aux provinces allemandes soumises à la France, le monastère fut dissous et la possession des bâtiments dévolue au duché de Nassau. Ceux-ci furent en partie vendus à des particuliers. Les paroisses qui étaient sous la juridiction du monastère formèrent en 1827 le diocèse de Limburg.
Un ordre monastique catholique, les Pauvres servantes de Jésus-Christ a occupé les lieux de 1947 à 1975. Les dernières sœurs en partirent en 1986. En 1994, une bibliothèque publique paroissiale y a été ouverte. Les anciens bâtiments de ferme ont été convertis en centre de rencontre ; on y a également installé un centre de formation informatique et un café internet.

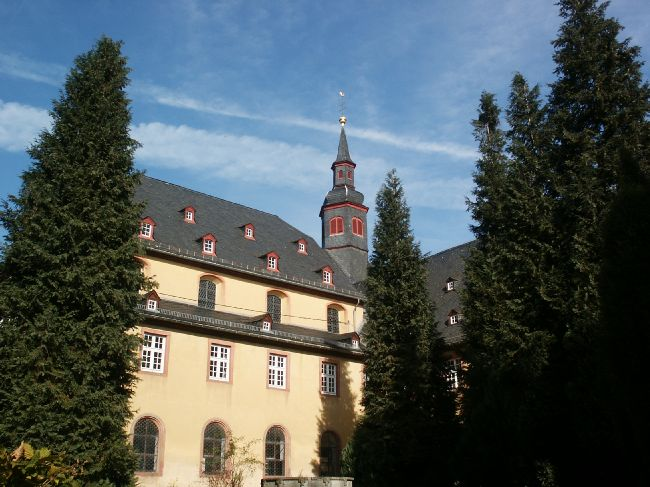
Église Saint-Florin, monastère de Schönau im Taunus.
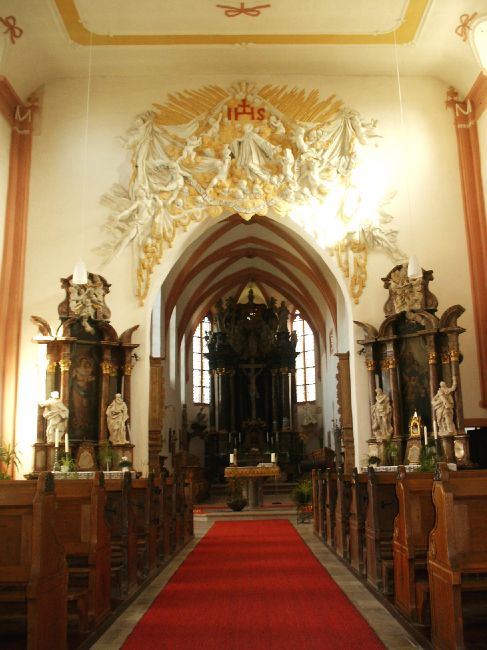
Église Saint-Florin, monastère de Schönau im Taunus.
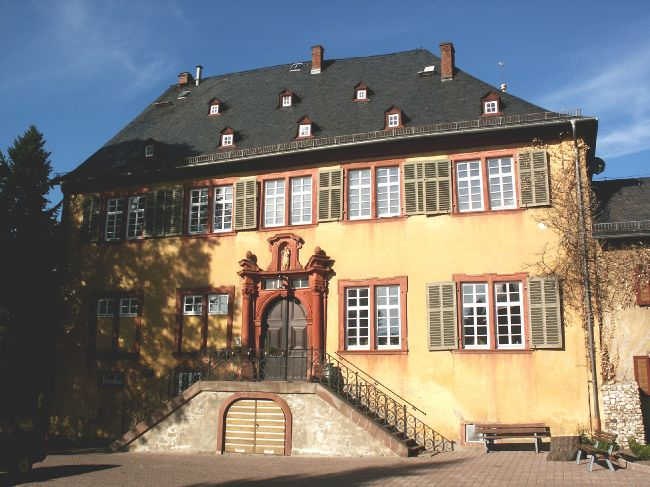
Presbytère, monastère de Schönau im Taunus.

### Articles liés
- Agnès Blannbekin
- Catherine Daniélou
- Catherine de Gênes
- Véronique Giuliani
- Armelle Nicolas
- Marie-Amice Picard
- Élisabeth de Schönau
- Catherine de Sienne
- Richard von Krafft-Ebing
- Richard von Krafft-Ebing : Psychopatia sexualis